# ドン・ノヴェロ
ドン・ノヴェロ（Don Novello, 1943年1月1日 - ）は、アメリカ合衆国オハイオ州生まれのコメディアン・俳優・声優・歌手である。

## 来歴
コメディアンや俳優、そして歌手など様々な分野でマルチな才能を発揮するノヴェロは、1943年にオハイオ州ロレインで生まれる。高校卒業後には同州のデイトン大学へ進学。卒業後にパフォーマーとしての活動を始める。1970年代に入ると、ノヴェロは「ラズロ・トート」のペン・ネームを使って数多くの業界人に自身のジョークを書いた手紙を郵送する。その送り先の何人かからは返信も届き、最後にはそのユーモラスな内容とジョークのセンスが買われてその手紙を集約して本の出版にまでこぎつけた実績を持つ。
1980年に入ると、胡散臭い神父の格好をした“Father Guido Sarducci”のキャラクターが受けて人気に火がつき、ワーナーブラザースにより「I Won't Be Twisting This Christmas"/"Parco MacArthur」という曲で歌手デビューも果たす。その後はトロントを拠点とした即興コメディ集団セカンド・シティに参加したり、『サタデー・ナイト・ライブ』へ出演したりしてキャリアを確立させていく。なお、同キャラクターで数々のテレビ番組に出演した。ジョン・ベルーシと共に映画用の脚本も執筆したが、映画化には至っていない。現在も俳優として活動を続けている。

## 出演作品

### 映画
- Become an Artist (1982)
- Father Guido Sarducci Goes to College (1985)
- マッド・オフィス Head Office (1985)
- タッカー Tucker: The Man and His Dream (1988)
- ニューヨーク・ストーリー New York Stories (1989)
- ゴッドファーザーPARTIII The Godfather Part III (1990)
- キャスパー Casper (1995)
- ジャック Jack (1996)
- Touch/ タッチ Touch (1996)
- ラスト・チャンスをあなたに Just the Ticket (1999)
- ロッキー&ブルウィンクル The Adventures of Rocky & Bullwinkle (2000)
- ファクトリー・ガール Factory Girl (2003)
- Virginia/ヴァージニア Twixt (2011)

### アニメ映画
- アトランティス 失われた帝国 Atlantis: The Lost Empire (2001)
- アトランティス 帝国最後の謎 Atlantis: Milo's Return (2003)

### テレビドラマ
- フェアリーテール・シアター 『ピノキオ』 Faerie Tale Theatre (1984)
- ブロッサム Blossom (1993)
- 刑事ナッシュ・ブリッジス Nash Bridges (1998)

### ゲーム
- Atlantis: The Lost Empire - Search for the Journal(2001)

### テレビ番組
- サタデー・ナイト・ライブ Saturday Night Live (1977-1986)